# Luigi Torti
Luigi Torti (Varese, 27 marzo 1918 – ...) è stato un calciatore italiano, di ruolo centravanti.
Era noto come Torti II per distinguerlo dal fratello maggiore Vittorio, anch'egli calciatore.

## Carriera
Cresciuto nel Belfortese e poi passato nel Varese, disputa due campionati di Serie B con la maglia del Foggia, per poi trasferirsi al Genova 1893 nel 1936.
In rossoblu Torti trascorre una stagione, ottenendo 2 presenze in campionato, ma con all'attivo la rete decisiva con cui il Genova supera la Roma nella finale di Firenze del 6 giugno 1937 della terza edizione della Coppa Italia (ultimo trofeo nazionale finora conquistato dai rossoblu).
Passa quindi in prestito all'Alessandria per una stagione in B, quindi rientra al Genova e viene ceduto all'Anconitana con cui disputa 4 campionati di Serie B e una di Serie C, andando a segno con buona regolarità (due stagioni con 15 reti all'attivo e una con 14).
In carriera ha totalizzato complessivamente 2 presenze in Serie A e 159 presenze con 68 reti in Serie B.

## Palmarès

### Club

#### Competizioni nazionali
- Coppa Italia: 1

Genova 1893: 1936-1937
- Serie C: 1

Anconitana-Bianchi: 1941-1942